# Jacques de Cambrai
Jacques de Cambrai (c. fl.  1260–1280) est un trouvère de Cambrai. 

## Œuvre
Il a composé quatre chansons courtoises, une pastourelle, six chansons de dévotion et un rotrouenge marial. Sa musique n'est pas nécessairement innovante mais représentative du haut Moyen Âge et de la région Flandre/Artois/Picardie dans laquelle le compositeur a vécu. Un manuscrit conservé à Berne, dans lequel la plupart de ses œuvres sont préservées, note que sa chanson Haute-Dame, com rose et lys a été modelée sur Ausi com l'unicorne sui de Thibaut Ier de Navarre et de même la chanson Mère, douce créature est une contrefaçon de  Quant voi la glaie meure de Raoul de Soissons. Sinon, rien de sa musique ne nous est parvenu bien que des tétragrammes aient été préparés pour leur transcriptions. Parmi les œuvres de Jacques, seul son rotrouenge intitulé la Novelle Retrowange, n'a pas de modèle mentionné dans les manuscrits; sa rubrique indique simplement Jaikes de Cambrai—De Notre Dame.
Les chants de dévotion de Jacques soulignent l'humanité de Jésus et sa Passion. Ces chants peuvent avoir été dirigés contre les Cathares qui niaient l'humanité du Christ. Jacques a été l'un des derniers poètes français du Moyen Âge à exprimer sa dévotion à Marie principalement par le biais de chansons, à savoir sur le modèle des chansons courtoises ou des chansons d'amour. Après lui, la tendance a été d'utiliser le serventois et même plus tard le chant royal.
| Retrowange novelle Dirai et bone et belle De la virge pucelle, Ke maire est et ancelle Celui ki de sa chair belle Nos ait racheteit Et ki trestous nos apelle À sa grant clairteir. Ce nos dist Isaïe En une profesie : D'une verge delgie, De Jessé espanie, Istroit flors per signorie De tres grant biaulteit. Or est bien la profesie Torneie a verteit. |  |  | Celle verge delgie Est la virge Marie La flors nos senefie De ceu ne douteis mie, Jhesu Crist, ki la haichie En la croix sousfri ; Fut por rendre ceays en vie Ki lerent peri. |

## Poèmes mariaux
(D'après la table de O'Sullivan)
| incipit                                                | genre      | modèle                                              | compositeur du modèle |
| ------------------------------------------------------ | ---------- | --------------------------------------------------- | --------------------- |
| Grant talen ai k'a chanteir me retraie, Marian chanson | chanson    | Loaus amors et desiriés de joie                     | Colart le Boutellier  |
| Haute dame, com rose et lis                            | chanson    | Ausi conme unicorne sui                             | Thibaut 1e de Navarre |
| Kant je plus pens a commencier chanson                 | chanson    | Tuit mi desir et tuit mi grief torment              | Thibaut 1e de Navarre |
| Loeir m'estuet la roïne                                | chanson    | De bone amor et de loial amie (me vient)            | Gace Brulé            |
| Meire, douce creature                                  | chanson    | Quant voi la glaie meüre                            | Raoul de Soissons     |
| O Dame, ke Deu portais                                 | chanson    | Aïmans fins et verais                               | Gauthier d'Espinal    |
| Retrowange novelle                                     | rotrouenge | sans doute aucun, peut-être pastourelle or ballette |                       |

## Discographie
- Graindelavoix, Confréries : Devotional songs by Jaikes de Cambrai (2013, Glossa GCD P32108)